# Yield
Yield je peti studijski album američkog alternativnog rock sastava Pearl Jam. Diskografska kuća Epic Records objavila ga je 3. veljače 1998. godine. Grupa je snimala uradak tijekom 1997. u studijima Litho i Studio X u Seattleu, Washingtonu nakon što je održala kraću promidžbenu turneju za prethodni album No Code (iz 1996.). Na uratku se vratila izravnijem rocku s ranijih albuma te su na njemu članovi više surađivali nego prije, kad je uglavnom samo frontmen Eddie Vedder pisao tekstove. Pjesme govore o ozbiljnijim temama, ali iz pozitivnije perspektive nego na prethodnim uradcima.
Yield je dobio pozitivne kritike i debitirao je na drugom mjestu Billboarda 200. Iako je poput No Codea brzo počeo padati na niža mjesta te ljestvice, naposljetku je prodan u više primjeraka nego album koji mu je prethodio. Grupa se više posvetila promidžbi Yielda nego No Codea tako što je opet počela odlaziti na turneje i što je objavila spot za pjesmu "Do the Evolution". Album je u SAD-u dobio platinastu nakladu. Posljednji je uradak Pearl Jama s bubnjarom Jackom Ironsom, koji ga je napustio tijekom popratne promidžbene turneje.

## Snimanje
Na svojem je petom albumu Pearl Jam ponovo radio s producentom Brendanom O'Brienom, s kojim je surađivao i na prethodnim trima uradcima. Yield je bio sniman tijekom 1997. godine u Seattleu, Washingtonu u studijima Studio X i Studio Litho, od kojih je potonji u vlasništvu gitarista Stonea Gossarda. O'Brien je potom miksao album u studiju Southern Tracks u Atlanti, Georgiji. Bila je to posljednja suradnja s O'Brienom do 2008. godine, kad je remiksao debitantski uradak Ten i postao producent albuma Backspacer iz 2009. godine.
U usporedbi s Vitalogyjem i No Codeom Yield se odlikuje većom suradnjom među članovima grupe. Pjevač Eddie Vedder imao je najveću kreativnu kontrolu nad Vitalogyjem i No Codeom; međutim, krajem snimanja No Codea predložio je basistu Jeffu Amentu da ostali članovi počnu skladati i donositi oblikovanije pjesme tako da bude pod manjim pritiskom kad ih bude dovršavao. Ament je izjavio da su "svi to ozbiljno shvatili", a O'Brien je dodao da su u studio ušli uglavnom s dovršenim skladbama. Ament je također rekao da su zbog Vedderove reakcije na novi materijal "svi postali entuzijastični oko svoje uloge u grupi". Vedder je radio s ostalim članovima na njihovom materijalu prije nego što su počeli raditi na njegovom. Gitarist Mike McCready primijetio je da se Vedder počeo drugačije ponašati tijekom snimanja Yielda: "Nekoć sam ga se bojao i nisam mu se želio suprotstavljati ... Sad više pričamo i više se družimo ... Čini se da se podosta smirio".
Vedder je rekao da su članovi uspješno "radili zajedno" i "postali partneri" dok su snimali album. Skupina je mnogo vremena provela svirajući pjesme kako bi dobila najbolje rezultate na uratku. Gossard je komentirao da su više "ocrtavali" i "brusili" demomaterijal nego na prijašnjim uradcima. O snimanju albuma Jack Irons izjavio je: "Nismo ograničavali vrijeme. Razmišljali smo ovako: 'Kad dovršimo ovaj album, bit će spreman za objavu'. Odvojili smo dovoljno vremena kako bismo osmislili najbolje zvukove i atmosferu za svaku skladbu tako da svaka bude posebna. Snimili bismo pjesmu, poslušali ju i otvoreno razgovarali o njoj." Ament je komentirao da je "bilo vrlo zabavno snimati Yield. A veći dio njega nastao je jer se Ed odmarao". Dodao je da je "svatko imao nešto za reći na albumu...zbog toga se svatko osjeća kao ključan član skupine". Sastav je raspravljao o produkciji albuma u dokumentarnom filmu Single Video Theory.

## Glazba i tekstovi
Pearl Jam - Given to Fly

Yield je stilski nalik na izravniji rock koji je obilježio ranije radove skupine. Gossard je izjavio: "Pjesme su strukturiranije. Ne znam pripadaju li zbog toga više popu, ali pristupili smo im profesionalnije." O'Brien je spomenuo da je tijekom snimanja Yielda grupa namjerno odlučila skladati pristupačnije pjesme. Tom Sinclair iz Entertainment Weeklyja komentirao je da je sastav "objavio uradak koji je uzbudljiv u razmacima i koji se kreće od vatrenog garage rocka do razmišljanja koje podržava srčana, akustična glazbena podloga. Budući da je vrlo vjerojatno bila svjesna svojeg statusa posljednjeg utjecajnog ambasadora alt-rocka, [skupina] je snimila album s vrlo povezanim pjesmama, što nije bio slučaj od Tena, njezina debitantskog uratka iz 1991. godine." Neki su kritičari uočili sličnost pjesme "Given to Fly", prvog objavljenog singla s albuma, sa skladbom "Going to California" grupe Led Zeppelin s njezina albuma Led Zeppelin IV iz 1971. godine.
S tekstualnog gledišta Yield se nastavlja baviti promišljanjima; takva tema prvi je put bila zastupljena na njegovu prethodniku No Codeu. Vedder je izjavio da su "prije bili vrlo bijesni i u pjesmama smo vrištali o mnogim stvarima" i da "kad odrasteš moraš početi iskazivati energiju na drugačiji, mirniji način". Takav je stav doveo do pjesama koje, iako ne izbjegavaju "loše strane života", "prikazuju ih iz pozitivnije perspektive, traže način kako riješiti takve probleme. Prije smo znali reći: kakvo sranje, ovo je sjebano, sve je grozno... Sad je vrijeme da kažemo: dosta, osmislimo rješenje, budimo pozitivni." Nekoliko pjesama na uratku nadahnuli su književni radovi, među kojima su Majstor i Margarita Mihaila Bulgakova ("Pilate"), roman Ishmael Daniela Quinna ("Do the Evolution") te radovi Charlesa Bukowskog ("In Hiding"). Gossard je napisao stihove za pjesme "No Way" i "All Those Yesterdays", dok je Ament napisao tekst za "Pilate" i "Low Light", što je bio njegov prvi tekstualni doprinos albumu Pearl Jama. Ament je rekao: "Gledati kako Eddie strastveno pjeva tekstove koje sam ja napisao bilo je iskustvo koje jednostavno ne mogu opisati riječima."
Pearl Jam - Wishlist

Gossard je komentirao da "No Way" govori o tome da ljudi jednostavno moraju živjeti "i prestati pokušavati dokazati nešto". Prema Vedderovim riječima tema "Given to Fly" jest "ne dozvoliti da te povrijede nečiji komentari o tome što činiš i da valja nastaviti voljeti". "Do the Evolution" jest o "nekome koga je potpuno zaokupila tehnologija, nekome tko misli da upravlja svakim živim bićem na planetu". Radnja pjesme "MFC" odvija se u automobilu i tema je "napuštanje problema", dok je tema "In Hiding" "suzdržavanje od života". Ament je izjavio da se "Pilate" bavi pitanjem koje si je često postavljao, a imalo je veze s ponavljajućim snom u kojem je bio star i sa svojim je psom sjedio na trijemu, dok je "Low Light" bio njegov odgovor; temelji se na "nekoj vrsti zahvalnosti zbog nalaženja mira i mogućnosti da ugledam osobu koja želim biti".

## Omot i naziv
Naslovnica albuma prikazuje praznu cestu pod plavim nebom na čijoj se desnoj strani nalazi znak za raskrižje s cestom koja ima prednost prolaza. U pitanju je fotografija ceste Montana Highway 200 koja se nalazi između Lincolna i Great Fallsa u Montani. Unutrašnja naslovnica prikazuje prethodno spomenuti znak usred oceana. Naslovnica na kazeti zrcalna je inačica uobičajene. Taj je prometni znak skriven na svakoj slici u knjižici albuma. Na dodjeli nagrada Grammy 1999. godine Yield je bio nominiran za nagradu u kategoriji najboljeg omota albuma. Ament je izjavio da je sastav smatrao "kako bi [na naslovnici] bilo guba imati znak za raskrižje kad nema nikakve druge ceste u blizini" te je izjavio da je fotografija nastala na putu prema njegovoj kući u Montani.
Naziv albuma ukorijenjen je u ideji "prepuštanja prirodi", koja je ključna za roman Ishmael Daniela Quinna. Članovi sastava čitali su tu knjigu dok su radili na albumu. O nazivu uratka McCready je izjavio: "Mislim da naziv Yield [u ovom kontekstu "popuštati, pokoriti se čemu"] ima veze s time da se osjećamo ugodno u vezi samih sebe i ovog sastava....Svi smo malo stariji i malo opušteniji i možda se jednostavno prepuštamo tim tjeskobama i ne trudimo se toliko boriti protiv njih...Tako mi se čini – stvar je u tome da valja popustiti, dopustiti nečemu da se dogodi i onda nastaviti dalje." Vedder je pak komentirao: "Hipotetski govoreći, naziv nosi određeno značenje...Možete se boriti, ali onda morate zastati i upitati se 'Što su stvarne bitke?' 'Što je doista važno?' Dođete do određene točke kad je teško sjetiti se što je glazba i zapamtiti što je ono što vas pokreće."
Indie rock sastav Boat na naslovnici Dress Like Your Idolsa, svojeg albuma iz 2011. godine, parodirao je naslovnicu albuma, kao i naslovnice drugih izvođača.

## Objava i recenzije

### Komercijalni uspjeh
Yield je bio objavljen 3. veljače 1998. godine na CD-u, gramofonskoj ploči, kazeti i MiniDiscu. Epic je više uložio u promidžbu tog albuma nego No Codea; potpredsjednik marketinškog odsjeka Epic Recordsa Steve Barnett tvrdio je da je prvi put od debitantskog albuma Ten diskografska kuća "imala dovoljno vremena dobro obaviti posao". Album je procurio na internet u prosincu 1997. godine; radijska stanica WKRL-FM iz Syracusea reproducirala je pjesme s promidžbenog primjerka albuma, te su obožavatelji grupe snimili prijenos i objavili pjesme na internetu. S Yielda su bila objavljena dva singla. Glavni singl "Given to Fly" našao se na 21. mjestu ljestvice Billboard Hot 100, pojavio se na trećem mjestu ljestvice Modern Rock i proveo šest tjedana na vrhu ljestvice Mainstream Rock. Drugi singl s albuma, "Wishlist", našao se na 47. mjestu ljestvice Hot 100. Skladbe "In Hiding" i "Do the Evolution" također su se pojavile na ljestvicama rock glazbe. Skupina je unajmila crtača stripova Todda McFarlanea da izradi animirani spot za "Do the Evolution". Bio je to prvi glazbeni spot skupine od 1992. godine. Na dodjeli nagrada Grammy 1999. godine "Do the Evolution" bio je nominiran za nagradu u kategoriji najbolje hard rock izvedbe, dok je njegov spod bio nominiran za nagradu u kategoriji najboljeg glazbenog spota.
Yield je u prvom tjednu objave bio prodan u 358.000 primjeraka i debitiriao je na drugom mjestu ljestvice Billboard 200. Prvo je mjesto tad držao album glazbe iz filma Titanic. Yield je postao prvi album Pearl Jama koji se nije pojavio na prvom mjestu te ljestvice od Tena iz 1991. godine. Međutim, Yield je postigao platinastu nakladu i prema statistici Nielsen SoundScana do 2013. godine bio je prodan u 1,9 milijun primjeraka u SAD-u, više od svojega prethodnika No Code.

### Recenzije
Yield je dobio miješane i pozitivne kritike, ali bio je proglašen povratkom ranijem, izravnijem rocku s ranijih albuma sastava. Recenzent Rolling Stonea, Rob Sheffield, dodijelio mu je četiri od pet zvjezdica te je izjavio: "Nekoć su najbolje pjesme grupe bile raznolike balade... Na Yieldu je Pearl Jam prvi put uspio održati atmosferu tih pjesama tijekom cijelog uratka." Dodao je da "Vedder pjeva iskrenije nego ikad prije o svojem životu odrasle osobe" te da album "pokazuje da je Pearl Jam zdravo sazrio u javnosti". Časopis Spin dodijelio je uratku osam od deset zvjezdica; u svojoj je recenziji rekao da se Pearl Jam "vratio s albumom koji je prepun graciozno neodlučnih himni. Sva bi roba trebala biti ovako nestabilna i životna". U recenziji za The Village Voice Robert Christgau uratku je dao ocjenu -5 i rekao: "Nirvana i [Pearl Jam] ranjiviji su i rječitiji glas arena rocka od bilo kojeg drugog britanskog sastava. Rijetko se kad kompleks spasitelja činio tako skromnim." Jon Pareles iz The New York Timesa rekao je da "introspekcija [grupe] dostiže spiritualne razine, dok gitare sviraju bujne rifove koji kidaju i reže." Dodao je da pjesme "zvuče odvažnije i samouvjerenije, čak i kad govore o intimnim krizama". Tom Sinclair iz Entertainment Weeklyja dao mu je ocjenu 4 i rekao: "Sveopći ton manje je pretenciozan od onoga u prošlosti i prikazuje opušteniji, gotovo ćudljiv pogled na svijet." Holly Bailey iz Pitchforka nazvala ga je "tekstualno najsnažnijim albumom Pearl Jama" i izjavila da "Yield dokazuje da su Pearl Jam i rock još uvijek živi i živahni".NME je Yieldu dao sedam od deset bodova. U recenziji piše: "Na tom je albumu Pearl Jam obukao različite čizme, počeo gaziti po svojim bluzističkim korijenima i usmjerio pozornost na različite stilove i žešće pop pjesme."
Međutim, Stephen Thomas Erlewine, recenzent AllMusica, dao je albumu dvije i pol od pet zvjezdica te je izjavio da "ističe relativni manjak iznimnog materijala". U recenziji za časopis Select u ožujku 1998. godine Eddy Lawrence zaključio je da Yield napušta "himnične elemente" koji su bili prisutni na prethodnim radovima Pearl Jama te je dodao da, ako uzmemo u obzir grunge korijene skupine, album "omogućuje da shvatimo kako su se osjećali obožavatelji glazbe iz 1960-ih kad su vidjeli kako umire prva generacija heroja rocka". Na koncu je izjavio: "Retroizmi Yielda ne prikazuju korak naprijed za grupu, a djelomično zanimljive pjesme često su, ironično, manje zahtjevne od njezinih ranih i hrabrih skladbi."

## Turneja
Pearl Jam 1998. je godine podržao album turnejama u Oceaniji i Sjevernoj Americi. Obje su turneje bile financijski uspješne te su karte za nastupe u australskom gradu Melbourneu bile rasprodane u 17 minuta. Nakon što su završili koncerti diljem Australije, Irons je napustio grupu jer nije bio zadovoljan odlascima na turneje. Inženjer zvuka Pearl Jama, Brett Eliason, komentirao je: "S Jackom smo održali koncerte na Havajima i u Australiji. Kad smo se vratili, Jack više nije želio nastaviti dalje. Uglavnom je on odlučio otići. Doista je dobar bubnjar, ali na turneji nije imao dovoljno energije za bubnjanje tijekom čitavog nastupa. Ne znam je li mislio da će grupa pauzirati rad za njega." Na početku ga je privremeno zamijenio bivši Soundgardenov bubnjar Matt Cameron. Cameron je rekao: "Iz vedra neba stigao mi je telefonski poziv od gospodina Eda Veda, Stoneyja i Kelly. Okružili su me. Bilo je to zbilja nenadano. Nazvao me i pitao 'Hej, radiš li štogod ovog ljeta?'" Cameron je naučio svirati više od osamdeset pjesama u dva tjedna. O svojem je ulasku u sastav Cameron izjavio: "Osjećao sam se vrlo dobrodošlo i nije mi bilo teško uloviti glazbenu nit, ali moj se stil pomalo razlikuje od onoga na koji su navikli. A imali su toliko različitih bubnjara, čak ne znam jesu li znali što traže. Jednostavno sam svirao kako inače sviram i na koncu smo shvatili što najbolje pristaje grupi."
Pearl Jamova ljetna turneja diljem Sjeverne Amerike označila je povratak većim turnejama i korištenju Ticketmastera, kojem se sastav prethodno suprotstavljao. Skupina se opet počela služiti njime kako bi "udovoljila željama ljudi koji odlaze na koncerte". Grupa je i dalje htjela što manje nastupati na Ticketmasterovim koncertnim mjestima, pogotovo na stadionima; menadžerica Kelly Curtis šaljivo je rekla da, za razliku od U2-a, "sastav nema limun". Prvi dio turneje odvijao se na zapadnoj obali i Srednjem zapadu Sjedinjenih Država, dok se tijekom drugog dijela turneje grupa posvetila istočnoj obali. Nakon što je turneja završila, skupina je objavila svoj prvi koncertni album, Live on Two Legs. McCready je izjavio da je sastav objavio koncertni album jer su njegovi nastupi na turneji bili vrlo dojmljivi.
Dana 20. listopada 2014. u BMO Harris Bradley Centeru u Milwaukeeu, tijekom turneje Lightning Bolt Tour, Pearl Jam odsvirao je cijeli album.

## Popis pjesama
| 1.    | »Brain of J.«                        | Eddie Vedder  | Mike McCready | 2:59 |
| 2.    | »Faithfull«                          | Vedder        | McCready      | 4:18 |
| 3.    | »No Way«                             | Stone Gossard | Gossard       | 4:19 |
| 4.    | »Given to Fly«                       | Vedder        | McCready      | 4:01 |
| 5.    | »Wishlist«                           | Vedder        | Vedder        | 3:26 |
| 6.    | »Pilate«                             | Jeff Ament    | Ament         | 3:00 |
| 7.    | »Do the Evolution«                   | Vedder        | Gossard       | 3:54 |
| 8.    | »🔴« (poznata i kao "The Color Red") | Jack Irons    | Irons         | 1:06 |
| 9.    | »MFC«                                | Vedder        | Vedder        | 2:27 |
| 10.   | »Low Light«                          | Ament         | Ament         | 3:46 |
| 11.   | »In Hiding«                          | Vedder        | Gossard       | 5:00 |
| 12.   | »Push Me, Pull Me«                   | Vedder        | Ament         | 2:28 |
| 13.   | »All Those Yesterdays«               | Gossard       | Gossard       | 7:47 |
| 48:37 |                                      |               |               |      |